# Eder Pinheiro
Eder Pinheiro (* 24. Januar 1984 in Brasilien) ist ein brasilianischer Volleyballspieler.

## Karriere
Pinheiro begann in seiner Heimat Brasilien im Alter von fünf Jahren mit dem Volleyballspielen. Er spielte in Brasiliens erster Liga und später auch in der höchsten argentinischen Liga. Als er wegen eines Turniers in Bulgarien war, blieb er in Europa. Er spielte von 2009 bis 2012 für die L.E. Volleys in Leipzig in der 2. Bundesliga und in der Saison 2012/13 für den Zweitligaaufsteiger VC Bitterfeld-Wolfen. In der Saison 2013/14 spielte Pinheiro beim Erstligisten VC Dresden. Sein Debüt in der Bundesliga gab er direkt am ersten Spieltag bei der 0:3-Niederlage gegen den VfB Friedrichshafen. Die Saison beendete er mit der Dresdner Mannschaft mit nur 5 Punkten auf dem zehnten und letzten Platz, wodurch die Mannschaft absteigen musste. Nach der Saison beendete er seine Volleyballkarriere auf höherklassigem Niveau.